# People's Choice Classic 2017
La 12e édition de la People's Choice Classic a eu lieu le 15 janvier 2017. Ce critérium a eu lieu deux jours avant le début du Tour Down Under. La course est remportée par l'Australien Caleb Ewan (Orica-Scott) qui a parcouru les 50,6 kilomètres en 1 h 3 min 41 s. Il est suivi dans le même temps par l'Irlandais Sam Bennett et le Slovaque Peter Sagan, tous deux membres de Bora-Hansgrohe. Caleb Ewan était déjà vainqueur l'an dernier, et avait terminé troisième en 2014.

## Présentation

### Parcours
Le parcours est un circuit long de 2,3 kilomètres situé à Adélaïde, à parcourir à vingt-deux reprises dans le sens anti-horaire, pour un parcours total de 50,6 kilomètres. Il est différent de celui des éditions précédentes et situé juste au sud, il en reprend une rue.

### Équipes
Les dix-huit UCI WorldTeams participent à cette People's Choice Classic, ainsi qu'UniSA-Australia qui est une sélection nationale d'Australie.
| WorldTeams (18)- AG2R La Mondiale - Astana - Bahrain-Merida - BMC Racing Team - Bora-Hansgrohe - Cannondale-Drapac - Dimension Data - FDJ - Katusha-Alpecin - Lotto NL-Jumbo - Lotto-Soudal - Movistar Team - Orica-Scott - Quick-Step Floors - Sky - Team Sunweb - Trek-Segafredo - UAE Abu Dhabi Équipe nationale sponsorisée- UniSA-Australia |
| |

## Classements

### Classement final
La course s'est terminée par un sprint massif et a été remportée par l'Australien Caleb Ewan (Orica-Scott) qui a parcouru les 50,6 kilomètres en 1 h 3 min 41 s. Il est suivi dans le même temps par l'Irlandais Sam Bennett et le Slovaque Peter Sagan, tous deux membres de Bora-Hansgrohe.
Owain Doull (Sky) et Matti Breschel (Astana) n'ont pas pris le départ, tandis que Wilco Kelderman et son coéquipier Simon Geschke (Sunweb) ainsi que Ian Stannard (Sky) ont abandonné.
| \| Classement général \| Classement général \| Classement général \| Classement général \| Classement général \| \| Coureur \| Coureur \| Pays \| Équipe \| Temps \| \| ------------------ \| ------------------- \| ------------------ \| ------------------ \| ------------------ \| \| 1er \| Caleb Ewan \| Australie \| Orica-Scott \| 1 h 03 min 41 s \| \| 2e \| Sam Bennett \| Irlande \| Bora-Hansgrohe \| + 0 s \| \| 3e \| Peter Sagan \| Slovaquie \| Bora-Hansgrohe \| + 0 s \| \| 4e \| Niccolò Bonifazio \| Italie \| Bahrain-Merida \| + 0 s \| \| 5e \| Edward Theuns \| Belgique \| Trek-Segafredo \| + 0 s \| \| 6e \| Mark Renshaw \| Australie \| Dimension Data \| + 0 s \| \| 7e \| Sean De Bie \| Belgique \| Lotto-Soudal \| + 0 s \| \| 8e \| Baptiste Planckaert \| Belgique \| Katusha-Alpecin \| + 0 s \| \| 9e \| Patrick Bevin \| Nouvelle-Zélande \| Cannondale-Drapac \| + 0 s \| \| 10e \| Jasha Sütterlin \| Allemagne \| Movistar Team \| + 0 s \| \| 11e \| Carlos Barbero \| Espagne \| Movistar Team \| + 0 s \| \| 12e \| Robert Wagner \| Allemagne \| LottoNL-Jumbo \| + 0 s \| \| 13e \| Matteo Montaguti \| Italie \| AG2R La Mondiale \| + 0 s \| \| 14e \| Nikias Arndt \| Allemagne \| Team Sunweb \| + 0 s \| \| 15e \| Roger Kluge \| Allemagne \| Orica-Scott \| + 0 s \| \| 16e \| Danny van Poppel \| Pays-Bas \| Team Sky \| + 0 s \| \| 17e \| Miles Scotson \| Australie \| BMC Racing Team \| + 0 s \| \| 18e \| Marko Kump \| Slovénie \| UAE Abu Dhabi \| + 0 s \| \| 19e \| Feng Chun-kai \| Taipei chinois \| Bahrain-Merida \| + 0 s \| \| 20e \| Martin Velits \| Slovaquie \| Quick-Step Floors \| + 0 s \| \| 21e \| Sven Erik Bystrøm \| Norvège \| Katusha-Alpecin \| + 0 s \| \| 22e \| Tom Van Asbroeck \| Belgique \| Cannondale-Drapac \| + 0 s \| \| 23e \| Julien Bérard \| France \| AG2R La Mondiale \| + 0 s \| \| 24e \| Michael Valgren \| Danemark \| Astana \| + 0 s \| \| 25e \| Laurens De Vreese \| Belgique \| Astana \| + 8 s \| |                     |                  |                   |                 |
| |                     |                  |                   |                 |
| Sources : Cycling Quotient Cycling Archives |                     |                  |                   |                 |
| Classement général |                     |                  |                   |                 |
| Coureur | Coureur             | Pays             | Équipe            | Temps           |
| 1er | Caleb Ewan          | Australie        | Orica-Scott       | 1 h 03 min 41 s |
| 2e | Sam Bennett         | Irlande          | Bora-Hansgrohe    | + 0 s           |
| 3e | Peter Sagan         | Slovaquie        | Bora-Hansgrohe    | + 0 s           |
| 4e | Niccolò Bonifazio   | Italie           | Bahrain-Merida    | + 0 s           |
| 5e | Edward Theuns       | Belgique         | Trek-Segafredo    | + 0 s           |
| 6e | Mark Renshaw        | Australie        | Dimension Data    | + 0 s           |
| 7e | Sean De Bie         | Belgique         | Lotto-Soudal      | + 0 s           |
| 8e | Baptiste Planckaert | Belgique         | Katusha-Alpecin   | + 0 s           |
| 9e | Patrick Bevin       | Nouvelle-Zélande | Cannondale-Drapac | + 0 s           |
| 10e | Jasha Sütterlin     | Allemagne        | Movistar Team     | + 0 s           |
| 11e | Carlos Barbero      | Espagne          | Movistar Team     | + 0 s           |
| 12e | Robert Wagner       | Allemagne        | LottoNL-Jumbo     | + 0 s           |
| 13e | Matteo Montaguti    | Italie           | AG2R La Mondiale  | + 0 s           |
| 14e | Nikias Arndt        | Allemagne        | Team Sunweb       | + 0 s           |
| 15e | Roger Kluge         | Allemagne        | Orica-Scott       | + 0 s           |
| 16e | Danny van Poppel    | Pays-Bas         | Team Sky          | + 0 s           |
| 17e | Miles Scotson       | Australie        | BMC Racing Team   | + 0 s           |
| 18e | Marko Kump          | Slovénie         | UAE Abu Dhabi     | + 0 s           |
| 19e | Feng Chun-kai       | Taipei chinois   | Bahrain-Merida    | + 0 s           |
| 20e | Martin Velits       | Slovaquie        | Quick-Step Floors | + 0 s           |
| 21e | Sven Erik Bystrøm   | Norvège          | Katusha-Alpecin   | + 0 s           |
| 22e | Tom Van Asbroeck    | Belgique         | Cannondale-Drapac | + 0 s           |
| 23e | Julien Bérard       | France           | AG2R La Mondiale  | + 0 s           |
| 24e | Michael Valgren     | Danemark         | Astana            | + 0 s           |
| 25e | Laurens De Vreese   | Belgique         | Astana            | + 8 s           |